# Портоферрайо
Портоферрайо (італ. Portoferraio італійська вимова: [ˌpɔrtoferˈraːjo]) — муніципалітет в Італії, у регіоні Тоскана,  провінція Ліворно.
Портоферрайо розміщене на відстані близько 210 км на північний захід від Рима, 135 км на південний захід від Флоренції, 85 км на південь від Ліворно.
Населення — 12 011 осіб (2014).

Щорічний фестиваль відбувається 29 квітня. Покровитель — мученик Св. Крістіно (San Cristino).

## Демографія

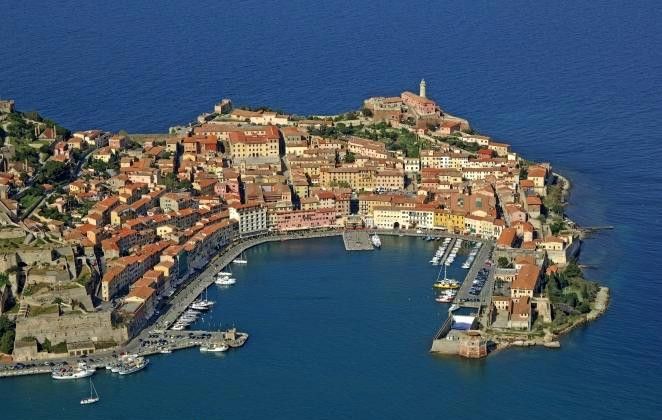
Портоферайо. Старий порт

Населення за роками:

Станом на 1 січня 2023 року в муніципалітеті офіційно проживало 919 іноземців з 56 країн, серед них 271 громадянин країн Євросоюзу та 113 громадян України.

## Сусідні муніципалітети
- Кампо-нелл'Ельба
- Каполівері
- Марчіана
- Порто-Аццурро
- Ріо-нелл'Ельба